# Aristolochia uhdeana
Aristolochia uhdeana är en piprankeväxtart som beskrevs av Pierre Étienne Simon Duchartre. Aristolochia uhdeana ingår i släktet piprankor, och familjen piprankeväxter. Inga underarter finns listade i Catalogue of Life.